# 山陽新聞
山陽新聞（さんようしんぶん）は、岡山県岡山市北区に本社を置く株式会社山陽新聞社（さんようしんぶんしゃ）が発行する新聞（地方紙）。

## 概要
岡山県を中心として隣接する広島県の東部地域、および香川県坂出市、直島町を主要な配達エリアとする朝刊単独紙である。2023年1月期の発行部数は朝刊284,900部で、岡山県内のシェアは2017年度時点で約65.9パーセントである。
岡山県は、全国紙が夕刊を出しておらず（一般紙では）岡山県で宅配で読める唯一の夕刊となっていたが、2020年10月1日付の朝刊で同年11月末で夕刊を休刊するとの社告を掲載するとともに、同年12月から朝刊紙面と会員制電子版「山陽新聞デジタル」の刷新も合わせて発表した。
2011年11月30日に直島町を除く香川県で発行・販売が廃止された。日本のブロック紙・地方紙で発行所以外の県での発行が廃止されるのは、2009年3月31日に福岡県の西日本新聞が山口県での発行・販売を廃止して以来2年7か月ぶりとなる。また香川県内の支局も発行廃止と同時に廃止となり、高松市にある高松支社は「高松支局」に名称変更された。
年会費会員費無料の読者クラブとして、さん太クラブがある。（さん太は山陽新聞のイメージキャラクター。）
大株主は順に佐々木勝美代表取締役会長（約18万株）、大王製紙（約3万株）、天満屋（約3万株）、中国銀行（約3万株）である。

### 社是
一．国民によき精神的糧を提供し生活、文化の向上を期する
一．民主的日本の確立を期する
一．国際平和に貢献し人類の幸福増進を期する

### 綱領
自由と正義を信条とし、報道の真実と主張の公正をもって、健全な世論の構成と文化の向上に寄与する

## 紙面構成
- 1面コラムの名称は「滴一滴」。その左横には天気予報欄がレイアウトされており、県内・全国主要都市の天気予報と天気図・概況が掲載されている。
- 社説は2面右上に掲載されている。
- 社会面には4コマ漫画『カンちゃん』（フジヤマジョージ作）が連載中。

### 番組欄

#### 岡山版
最終面掲載
- フルサイズ - NHK Eテレ 2（岡山局）、NHKテレビ 1（同左）、RSKテレビ 6、OHKテレビ 8、TSCテレビせとうち 7、西日本テレビ 4、瀬戸内海テレビ 5
- ハーフサイズ - NHK BS ①、NHK BSプレミアム4K①

中面掲載
- 隣接県テレビ - サンテレビ 3
- BS - BS日テレ ④、BS朝日 ⑤、BS-TBS ⑥、BSテレ東 ⑦、BSフジ ⑧、WOWOWライブ ⑨、WOWOWシネマ ⑨、WOWOWプライム ⑨、BS11イレブン ⑪、BS12トゥエルビ ⑫、BSよしもと265、放送大学テレビ231、J SPORTS 1-4、日本映画専門チャンネル、釣りビジョン、アニマックス
- CS - GAORA SPORTS、スカイA、日テレジータス、フジテレビONE、ファミリー劇場、時代劇専門チャンネル、映画・チャンネルNECO、アニマルプラネット、ゴルフネットワーク、ヒストリーチャンネル、ザ・シネマ、ディスカバリーチャンネル、CNNj
- AMラジオ - RSK（以前は番組表の下段に、当日の山陽新聞ニュースの放送予定時刻が掲載されていたが、現在は廃止されている）、RNC、RCC、NHK第1、NHK第2、ABC、MBS（Mラジとは表記されない）、関西　（※いずれの局もFM補完放送の周波数は掲載されていない）
- FMラジオ -FM岡山、NHK-FM
- 短波ラジオ - NIKKEI
- ケーブルテレビ - oniチャンネル（※他のケーブルテレビの番組表は、各地域面にも掲載されなくなった。）
- コミュニティFM - レディオモモ、FMくらしき、FMゆめウェーブ

#### 広島版
最終面掲載
- フルサイズ - NHK Eテレ（広島局）、NHKテレビ（同左）、RCCテレビ、広島テレビ、広島ホーム、TSS、TSCテレビせとうち
- ハーフサイズ - 岡山版と同一

中面掲載
- ケーブルテレビ、CS放送は岡山版と同一
- 隣接県テレビ - RSKテレビ、OHKテレビ、RNCテレビ、KSBテレビ、サンテレビ
- 地上波、BS放送、短波ラジオは岡山版と同一

#### 番組欄に関する備考
- 新聞休刊日前日の紙面では休刊日当日分も載せるため、最終面掲載分も中面掲載に変更されている。
- かつて、岡山版のテレビ番組表では、西日本放送以外の各局はおススメ番組を薄い青色で塗り囲む形で表示されていた。
- 高松市に本社・演奏所を置くテレビ局のうち、瀬戸内海放送は岡山本社の代表電話番号を掲載しているが、西日本放送は高松本社の代表電話番号が掲載されている。
- かつて発行されていた香川版は岡山版と全く同一のテレビ番組表が掲載されていたため、NHK総合の番組表も高松放送局に差し替えられず、岡山放送局の番組表がそのまま掲載されていた。
- 広島版の地方面にはテレビ愛媛、南海テレビの番組表が掲載されている。
- 西日本放送はテレビ局については岡山県の金甲山送信所を高松本局扱いとしている。ただし、かつてはアナログチャンネル表記について西日本放送は他局同様に金甲山送信所は「岡山局」、前田山中継局は「高松局」扱いで掲載されていた。

## 地方版

### 岡山版
（主として平日の翌日紙面の場合）
- 全県版（岡山県内ニュース）
- エリア広域（広島県東部地方も含めたニュース）
- 作州（美作地域ニュース）
- 備中（備中地域ニュース）
- 備前（備前地域ニュース）
- 都市圏（主に岡山市内・倉敷市内ニュース）

配布地域ごとに紙面を切り替えることはなくなった。
上記のほかに「地方経済」面が2面設けられている。

## 歴史
- 1879年：1月4日に西尾吉太郎が20歳で『山陽新報』を創刊した。初代主筆の小松原英太郎は26歳だった。
- 1885年：地方紙と初の夕刊を発行。全国紙を見ても2番目の発行だった。
- 1892年：7月30日。坂本金弥によって『中国民報』が創刊。
- 1936年：山陽新報と中国民報が合併、『山陽中国合同新聞』を発行。
- 1937年：題号を『合同新聞』に改める。
- 1941年：戦時報道統制により、県内各紙を吸収合併、一県一紙の体制確立。
- 1945年：6月29日。空襲で全施設を焼失。疎開工場でタブロイド判を発行。
- 1948年：創刊70周年を記念して『山陽新聞』と改題。社名も山陽新聞社に改める。また財団法人山陽新聞社会事業団発足。
- 1960年：「がん・シリーズ」が新聞協会賞受賞。
- 1966年：「心身障害児に愛の手を」のキャンペーンで2度目の新聞協会賞を受賞。
- 1968年：山陽時事問題懇談会を創設。
- 1969年：朝刊発行部数30万部を突破。
- 1979年：「瀬戸内2001大博覧会」（93日間）が開幕。紙面でも全面的にバックアップ。
- 1980年：創刊100周年記念として「岡山県大百科事典」を刊行。
- 1981年：連載企画「あすの障害者福祉」が新聞協会賞受賞（3度目）。
- 1982年：新聞製作センターが完成、オフセット印刷開始。
- 1985年：テレビ東京系列局で唯一本社系列グループのテレビせとうちが開局。
- 1986年：CTS（電算製作方式）に全面移行、鉛活字なくなる。
- 1987年：連載企画「ドキュメント瀬戸大橋」が新聞協会賞受賞（4度目）。企画は翌年、土木学会賞の著作部門・特別賞にも選出された。
- 1988年：「瀬戸大橋架橋記念博覧会」開催（165日間）。
- 1989年：コンピュータによる新聞製作システム「サンシャイン」始動。
- 1990年：倉敷に印刷センター完成、分散印刷を開始。
- 1995年：「幸福（しあわせ）のかたち－福祉県・岡山を問う」が新聞協会賞受賞（5度目）[5]。
- 1996年：カラー12箇面・40頁体制に移行。
- 1997年：「備前焼千年の伝統美展」をフランスセーブル市の国立陶磁器美術館で開催。同年6月、財団法人山陽新聞社会事業団が社会福祉法人に移行[6]。
- 1998年：編集局読者センターを開設。
- 1999年：創刊120周年
- 2001年：「山陽子ども新聞」第一号発行。
- 2001年：新聞製作システム「サンシャイン（SUNSHINE）III」稼動。
- 2002年：夕刊の題字を変え新紙面に移行。
- 2006年：岡山市柳町二丁目の旧本社ビル跡地に新本社ビル竣工。
- 2007年：NIE全国大会岡山大会を開催。
- 2008年
  - 10月14日：倉敷支社が倉敷本社に昇格。
  - 12月15日：新聞制作センターにあった編集局などが本社ビルに移転。
- 2011年
  - 11月30日：香川版を廃止し、直島町を除く香川県の販売を廃止した。同時に小豆島・坂出・丸亀の各支局も廃止した。
  - 12月1日：高松支社が高松支局に格下げ。広島県・香川県の一部で発行されていた夕刊の発行を終了し、夕刊の発行は岡山県のみとなる。
- 2014年6月1日：山陽新聞WEBNEWSをリニューアルして会員制の「山陽新聞デジタル」を開始し、電子版へ進出した。
- 2018年：早島町で新印刷工場「さん太新聞館」が本格稼働。
- 2020年
  - 11月24日：四国と広島・岡山のスポーツニッポンを山陽新聞印刷センターに受託委託[7][3]
  - 11月30日：夕刊を休刊し、12月1日付朝刊より朝刊単独紙に移行[8]。
- 2022年（令和4年）：8月21日付で紙齢50,000号を迎えた。

### 社史関連
- 1954年11月：山陽新聞七十五年史を発行（山陽新聞社史編纂委員会・編、466ページ）。
- 1964年4月：山陽新聞八十五年史を発行（山陽新聞社史編集委員会・編、363ページ）。
- 1969年2月：山陽新聞九十年史を発行（山陽新聞社史編集委員会・編、411ページ）。
- 1979年3月：山陽新聞百年史を発行（山陽新聞百年史編集委員会・編、600ページ）。
- 1989年3月：山陽新聞百十年史を発行（山陽新聞百十年史編集委員会・編、756ページ）。
- 1999年4月：山陽新聞百二十年史を発行（山陽新聞百二十年史編集委員会・編、944ページ）。
- 2009年5月：山陽新聞百三十年史を発行（山陽新聞百三十年史編集委員会・編、454ページ）。
- 2019年5月：山陽新聞百四十年史を発行（山陽新聞百四十年史編集委員会・編、442ページ）。

## 事業所所在地

### 本社・印刷センター
- 本社

郵便番号：700-8634
岡山県岡山市北区柳町2丁目1番1号
- 倉敷本社

郵便番号：710-0824
岡山県倉敷市白楽町589番地の1
- 早島印刷センター（さん太しんぶん館）

郵便番号：701-0304
岡山県都窪郡早島町早島2671番地1
- 倉敷印刷センター

郵便番号：710-0805
岡山県倉敷市片島町964番地1

### 支社
- 東京支社 - 東京都千代田区
- 大阪支社 - 大阪府大阪市北区
- 津山支社 - 岡山県津山市
- 玉野支社 - 岡山県玉野市
- 笠岡支社 - 岡山県笠岡市
- 福山支社 - 広島県福山市
- 広島支社 - 広島県広島市

### 支局
- 備前支局 - 岡山県備前市
- 瀬戸内支局 - 岡山県瀬戸内市
- 赤磐支局 - 岡山県東区
- 勝英支局 - 岡山県美作市
- 福渡支局 - 岡山県北区建部町
- 真庭支局 - 岡山県真庭市
- 児島支局 - 岡山県倉敷市
- 総社支局 - 岡山県総社市
- 浅口支局 - 岡山県浅口市
- 井原支局 - 岡山県井原市
- 矢掛支局 - 岡山県小田郡矢掛町
- 高梁支局 - 岡山県高梁市
- 新見支局 - 岡山県新見市
- 高松支局 - 香川県高松市

## 山陽新聞グループ
詳細は、山陽新聞社公式サイトを参照。
- 社会福祉法人山陽新聞社会事業団
- 山陽印刷株式会社
- 株式会社山陽新聞事業社
- 株式会社山陽計算センター
- 株式会社山陽メディアネット
  - 旧名称：株式会社山陽折込広告センター
- 株式会社山陽新聞印刷センター
- 山陽新聞販売株式会社
- 山陽新聞倉敷販売株式会社
- 山陽リビングメディア株式会社（岡山放送と共同出資）
- 岡山ネットワーク株式会社
- テレビせとうち株式会社
- 株式会社テレビせとうちクリエイト
- 岡山シティエフエム株式会社
- 岡山エフエム放送株式会社

### 過去のグループ会社
- 山陽休暇村（閉業）
- 株式会社おかやま財界（2014年3月20日号で休刊）
- 山陽新聞玉野販売株式会社（現在は山陽新聞倉敷販売株式会社の玉野支社）

## 主な出資会社
- RSKホールディングス株式会社 （第2位の株主(7.45%)。筆頭株主は岡山県(10.00%)。）
- 株式会社エフエムくらしき
- 玉島テレビ放送株式会社[10]
- 中国・四国マルチメディア放送株式会社[11]